# Nowe Chrapowo
Nowe Chrapowo [ˈnɔvɛ xraˈpɔvɔ] (tiếng Đức: Neu Grape) là một ngôi làng thuộc khu hành chính của Gmina Bielice, thuộc hạt Pyrzyce, West Pomeranian Voivodeship, ở phía tây bắc Ba Lan. Nó nằm khoảng 7 kilômét (4 mi) phía đông nam Bielice, 7 km (4 mi) phía tây Pyrzyce và 33 km (21 mi) về phía đông nam của thủ đô khu vực Szczecin.
Trước năm 1945, khu vực này là một phần của Đức. Đối với lịch sử của khu vực, xem Lịch sử của Pomerania.

## Cư dân đáng chú ý
- Richard Voß (1851-1918), nhà viết kịch và tiểu thuyết gia